# Fusillade d'Imatra
La fusillade d'Imatra est une fusillade survenue le 4 décembre 2016 à Imatra, en Finlande, lorsque Jori Juhani Lasonen, une résidente d'Imatra âgée de 23 ans, a abattu trois personnes dans le centre-ville.
Selon l'évaluation psychologique, Jori Juhani Lasonen n'était pas pénalement responsable au moment de la fusillade. Par conséquent, le tribunal de district de Carélie du Sud ne l'a pas condamné à la prison, mais à une hospitalisation sans consentement.

## Déroulement
Juste avant minuit, à l'extérieur d'un restaurant local dans le quartier commerçant de la ville, Jori Juhani Lasonen a attendu des cibles vulnérables et a choisi, selon des enquêtes policières préliminaires, des cibles aléatoires. Cependant, l'une des victimes était une personnalité politique local notable.
Les victimes sortaient d'un restaurant lorsque Jori Juhani Lasonen leur a tiré dessus, elles sont mortes peu de temps après. Les victimes qui ont été abattues étaient la présidente du conseil municipal de la ville, Tiina Wilén-Jäppinen, ainsi que deux journalistes.